# La feria de las vanidades (telenovela)
La feria de las vanidades es una telenovela colombiana realizada por RTI Televisión para la Primera Cadena en 1975, dirigida por Pepe Sánchez. Fue una adaptación de Julio Jiménez de la obra homónima de William Thackeray.

## Sinopsis
En 99 capítulos, cuenta la historia de una joven, hija de un artista inglés y una corista inglesa, que se queda huérfana desde muy niña, quien desde su infancia deseó una vida glamorosa de la que le toca por azares del destino. Cuando sale de una prestigiosa academia, la joven está decidida a conquistar a toda costa la sociedad inglesa, usando su ingenio, astucia y sensualidad para escalar posición social.
Muestra también la amistad de tres bellas damas, en la que dos asumen el protagonismo: una dispuesta, tenaz y astuta, decidida a abrirse paso en la sociedad; y la otra, una joven bondadosa, amable aunque ingenua, enfrentadas por un hombre, el poderío y la vanidad.

## Reparto
- Judy Henríquez - Rebeca Lozano
- Rebeca López
- Mario García
- Ana Mojica
- Carmen de Lugo
- Alí Humar
- Flor Vargas
- María Cecilia Botero
- Gilberto Puentes
- Ugo Armando
- Argemiro Castiblanco
- Mariela Home
- Omar Sánchez

## Premios

### Premios Antena
- MEJOR TELENOVELA Recibido por Fernando Gómez Agudelo, gerente de R.T.I.
- MEJOR ACTRIZ: Judy Henríquez

## Curiosidades
- Esta telenovela significó la incursión de Julio Jiménez como libretista.